# Artiom Lobouzov
Artiom Iourievitch Lobouzov (russe : Артём Юрьевич Лобузов), né le 24 janvier 1991 à Moscou, est un nageur de nage libre russe.

## Palmarès

### Jeux olympiques
- Jeux olympiques de 2012 à Londres (Royaume-Uni) :
  - 16e des demi-finales sur 200 m nage libre
  - 10e du relais 4 × 200 m nage libre, éliminé en séries

### Championnats du monde
Grand bassin
- Championnats du monde 2013 à Barcelone (Espagne) :
  -  Médaille d'argent au titre du relais 4 × 200 m nage libre

Petit bassin
- Championnats du monde 2014 à Doha (Qatar) :
  -  Médaille de bronze au titre du relais 4 × 200 m nage libre

### Championnats d'Europe
Grand bassin
- Championnats d'Europe 2014 à Berlin (Allemagne) :
  -  Médaille d'argent au titre du relais 4 × 200 m nage libre

Petit bassin
- Championnats d'Europe 2010 à Eindhoven (Pays-Bas) :
  -  Médaille de bronze au titre du relais 4 × 50 m nage libre (participation aux séries)